# كينيدي شيهوري
كينيدي شيهوري (بالإنجليزية: Kennedy Chihuri)‏ (2 أبريل 1969 بزيمبابوي - ) هو لاعب كرة قدم زيمبابوي في مركز الوسط. شارك مع منتخب زيمبابوي لكرة القدم. أما مع النوادي، فقد لعب مع سلافيا براغ وتاتران بريشوف ‏ وChapungu United F.C. ‏ وفيكتوريا زيزكوف.

## مسيرته الكروية
لعب كينيدي شيهوري خلال مسيرته الاحترافية مع 4 أندية في خمسة عشر موسمًا وسجل خلالها 31 هدفًا ضمن 249 مباراة. حيث فاز في موسمين بالكأس ولم يفز بأي دوري.
خاض كينيدي شيهوري مسيرته مع Chapungu United F.C. ‏ في موسم 1991 ليلعب معه أربعة مواسم، لم يشارك في أي مباراة ولم يسجل أي هدف. ثم انتقل إلى تاتران بريشوف ‏ في موسم 1994–95 ولمدة موسمين، حيث شارك في 49 مباراة سجل خلالها 6 أهداف. لينتقل بعدها إلى نادي فيكتوريا زيزكوف في موسم 1996–97 ليلعب معه ثمانية مواسم، مشاركًا في 196 مباراة سجل خلالها 25 هدفًا.

## وصلات خارجية
- كينيدي شيهوري على موقع الاتحاد الدولي (مؤرشف)  (الإنجليزية)
- كينيدي شيهوري على موقع قاعدة بيانات كرة القدم.إي يو (الإنجليزية)
- كينيدي شيهوري على موقع ناشيونال فوتبول تيمز (الإنجليزية)